# Ольга Константиновна
О́льга Константи́новна (22 августа [3 сентября] 1851, Павловск — 19 июня 1926, Рим) — великая княжна, жена второго греческого короля Георга I, регентша Греции в ноябре — декабре 1920 года.
Член династии Романовых, дочь великого князя Константина Николаевича и его жены, принцессы Александры Саксен-Альтенбургской. Она провела свое детство в Санкт-Петербурге, Польше и Крыму, а в 1867 году вышла замуж за короля Греции Георга I в возрасте шестнадцати лет. Поначалу ей было не по себе в Греческом королевстве, но вскоре она занялась общественной и благотворительной деятельностью. Она основала больницы и школы, но её попытка продвигать новый, более доступный греческий перевод Евангелий вызвала бунты религиозных консерваторов.
После убийства мужа в 1913 году Ольга вернулась в Россию. Когда началась Первая мировая война, она открыла военный госпиталь в Павловском дворце, который принадлежал её брату. Она была заперта во дворце после революции 1917 года, пока датское посольство не вмешалось, позволив ей бежать в Швейцарию. Ольга не могла вернуться в Грецию, так как её сын, король Константин I, был свергнут.
В октябре 1920 года она вернулась в Афины из-за смертельной болезни своего внука, короля Александра. После его смерти она была назначена регентшей до восстановления Константина I в следующем месяце. После поражения греков в Греко-турецкой войне 1919—1922 годов греческая королевская семья снова была изгнана, и последние годы своей жизни Ольга провела в Великобритании, Франции и Италии.

## Юность
Ольга родилась в Павловском дворце под Санкт-Петербургом 22 августа (3 сентября) 1851 года. Она была вторым ребёнком и старшей дочерью великого князя Константина Николаевича и его жены, великой княгини Александры Иосифовны, бывшей принцессы Саксен-Альтенбургской, внучкой императора Николая I. Её брат ― великий князь, Константин Константинович, известный поэт, публиковавшийся под псевдонимом К. Р.. Она является бабушкой Филиппа, герцога Эдинбургского (супруга Елизаветы II) и великого князя Дмитрия Павловича — одного из убийц Распутина.
Её детство прошло в Павловском дворце и поместьях в Крыму. Её отец был младшим братом Александра II, а мать считалась одной из самых умных и элегантных придворных дам. Ольга была особенно близка со своим старшим братом Николаем и была одним из немногих членов императорской семьи, которые поддерживали с ним связь после его ссылки в Ташкент.
В детстве Ольгу описывали как простую и пухленькую девочку с широким лицом и большими голубыми глазами. В отличие от своей младшей сестры Веры, она обладала спокойным темпераментом, но при этом была чрезвычайно застенчивой. Например, однажды когда на уроке её спросил учитель, она расплакалась и выбежала из класса.
В 1862 году великий князь Константин Николаевич был назначен наместником царства Польского и вместе с женой и детьми переехал в Варшаву. Пребывание в Польше оказалось трудным для великого князя, который стал жертвой покушения на следующий день после прибытия в польскую столицу. Хотя Константин начал программу либерализации и восстановил польский язык в качестве официального, польские националисты, агитировавшие за реформы, не успокоились. Наконец, восстание в январе 1863 года и радикализация сепаратистов вынудили царя отозвать брата. Тяжёлые переживания Ольги в Польше глубоко потрясли её.
Ольга Константиновна до такой степени увлекалась поэзией Михаила Лермонтова, что составила домашнее издание «Извлечения из сочинений Лермонтова на каждый день года» с автографами членов русской императорской фамилии и некоторых иностранных.

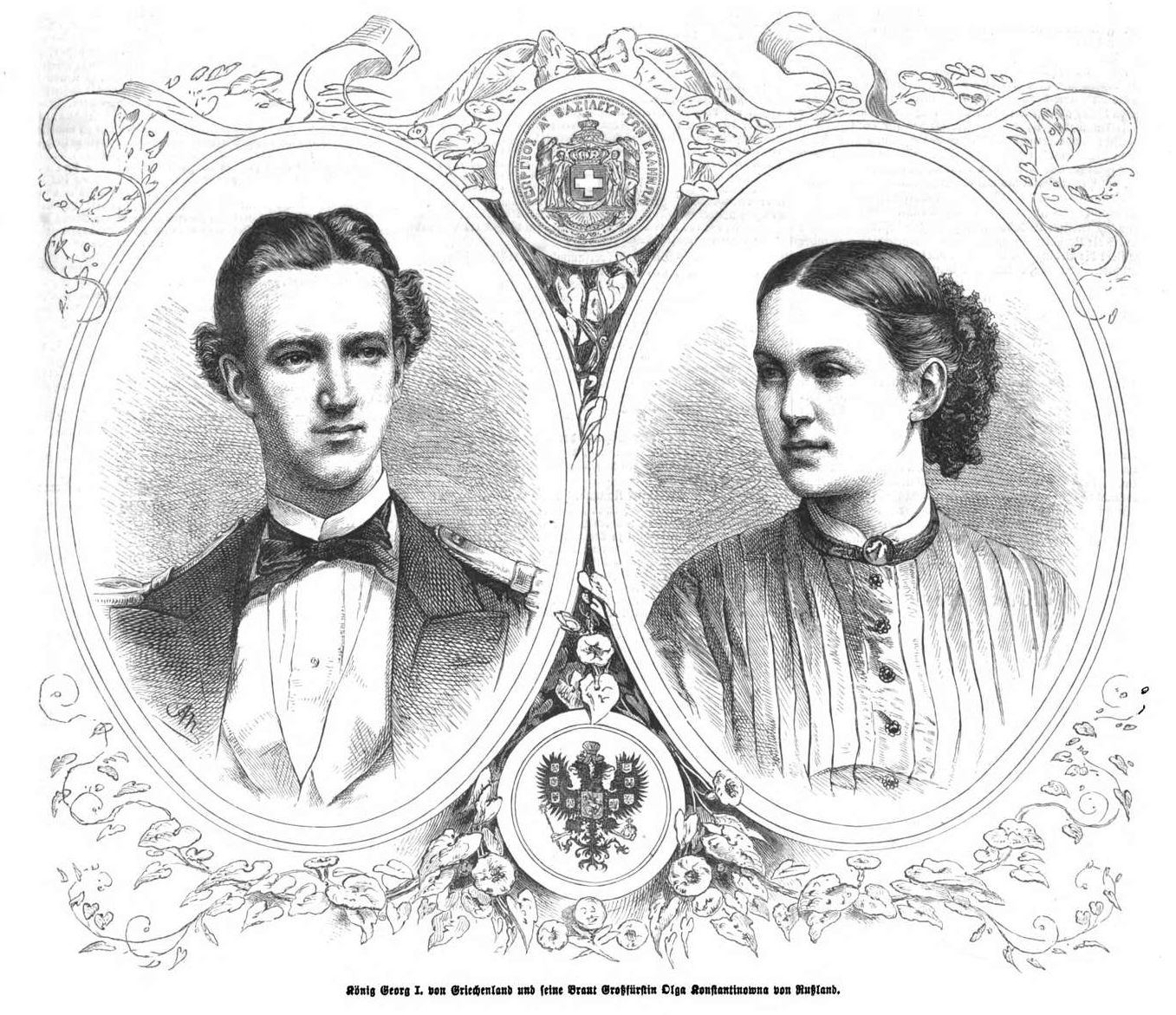
Георг I и Ольга Константиновна

## Помолвка и брак

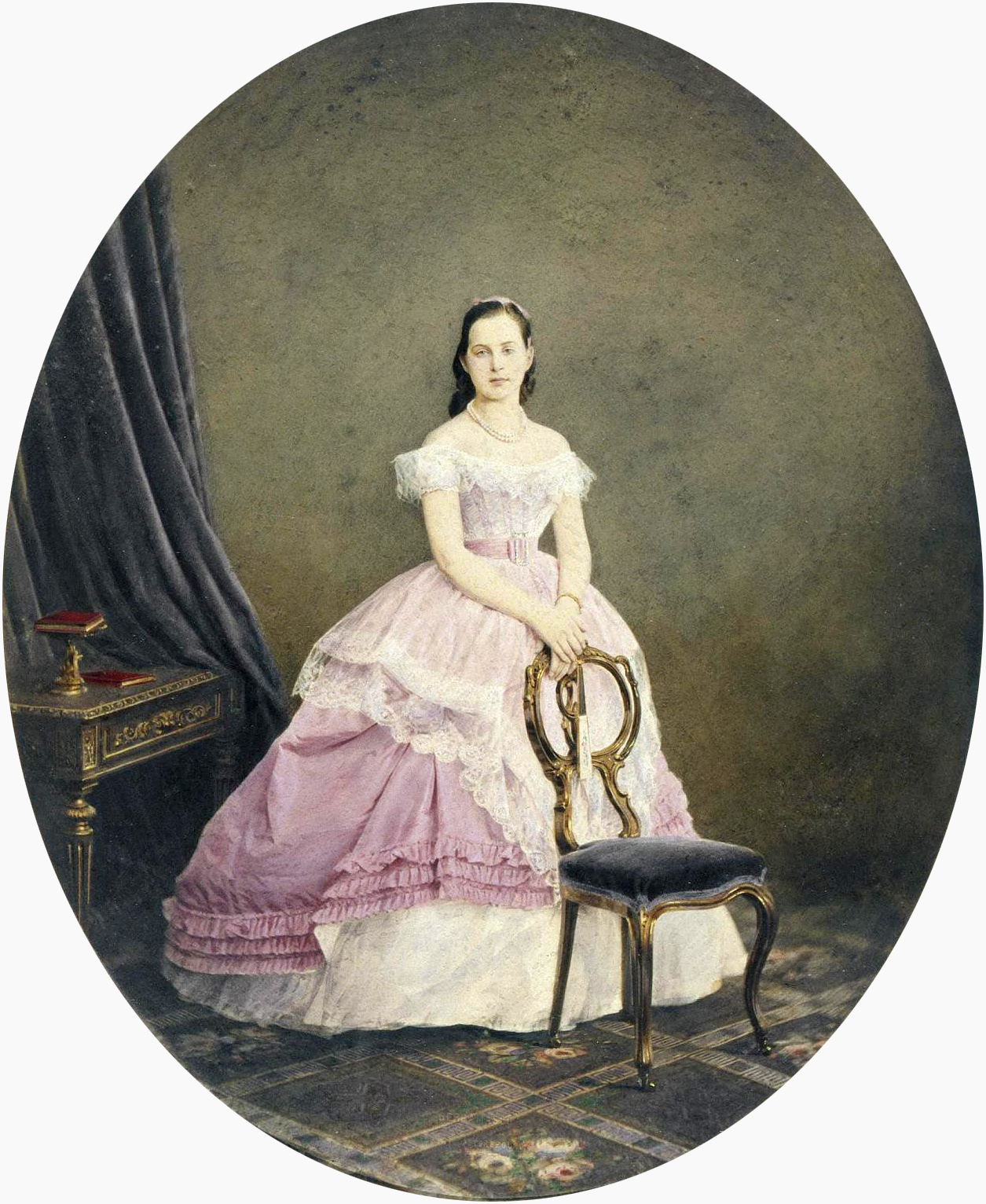
Великая княгиня Ольга Константиновна, 1867 год

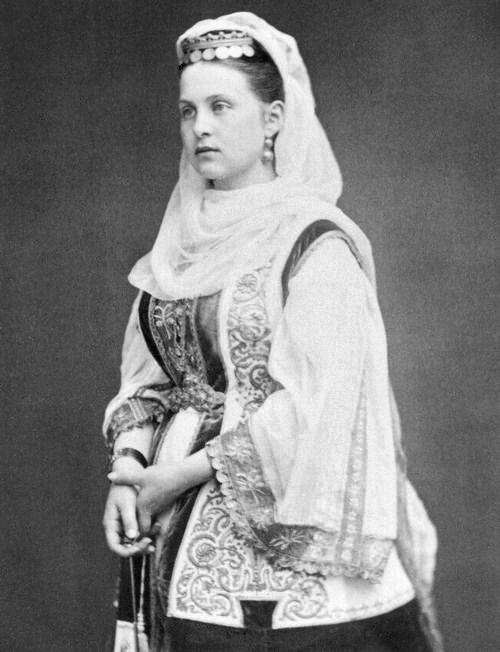
Королева Греции Ольга в традиционном греческом костюме, 1870 год

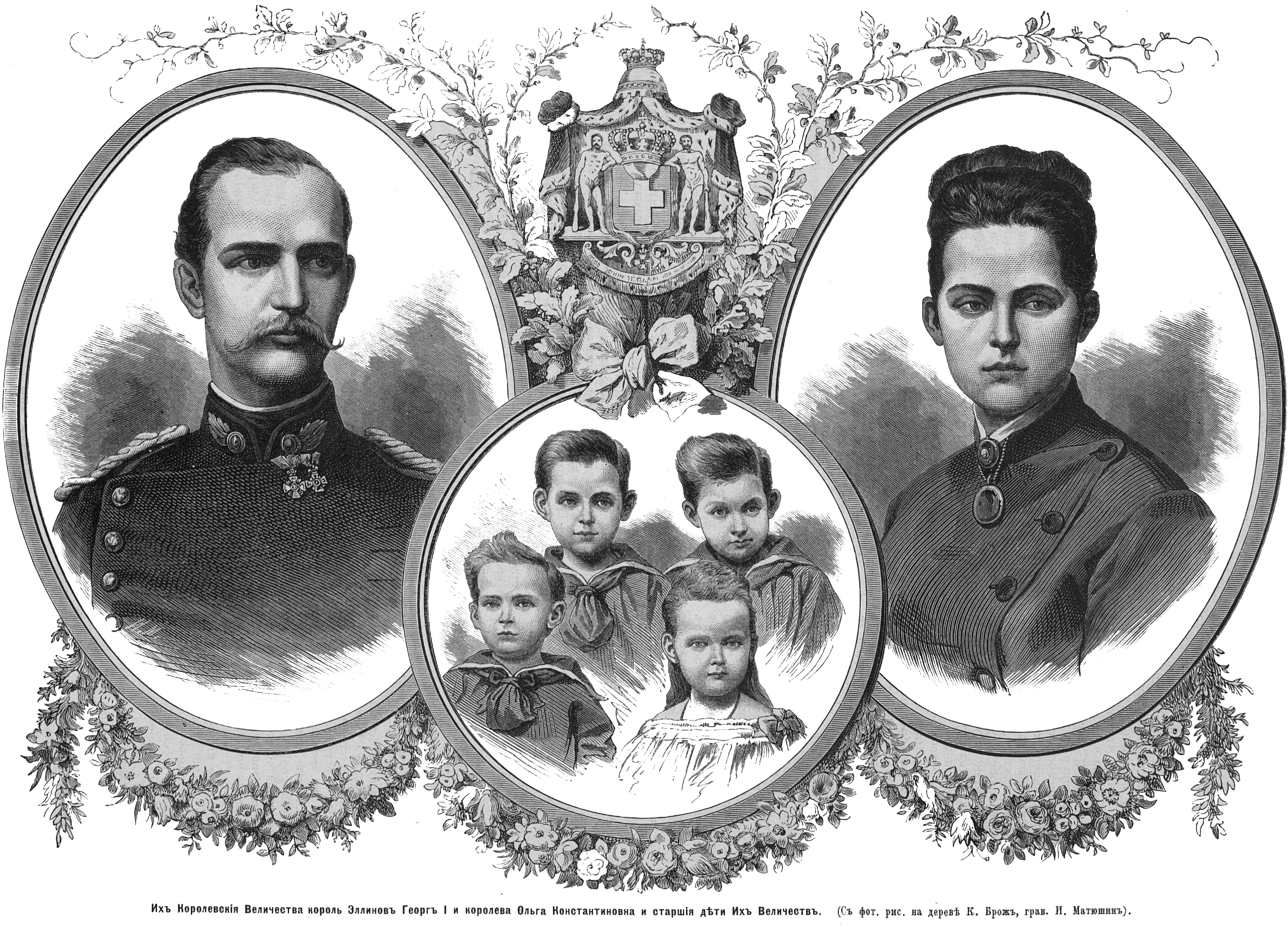
Георг I, Ольга Константиновна и их старшие дети

Греческий король Георг I посещая Россию в 1863 году, вскоре после избрания его на греческий престол, познакомился с двенадцатилетней Ольгой. В 1867 году он снова приехал в Россию, чтобы встретиться со своей сестрой Марией, вышедшей замуж за царевича Александра III. Он был полон решимости найти себе жену, и идея союза с русской великой княгиней, рождённой в Восточной православной церкви, пришлась ему по душе. Ольга влюбилась в Георгия, но тем не менее была встревожена и расстроена мыслью покинуть Россию. Её отец поначалу неохотно согласился на их брак, считая, что в свои пятнадцать лет Ольга слишком молода для этого. Кроме того, дочь всегда находилась подле него и его беспокоила мысль о расставании. Со своей стороны, великая княгиня Александра восприняла мысль о замужестве дочери с большим энтузиазмом и когда некоторые члены императорской семьи отмечали юность её дочери, она отвечала, что Ольга в скором времени повзрослеет. В конце концов было решено, что Ольга и Георгий поженятся, когда той исполнится шестнадцать. А до свадьбы она будет посещать школьные занятия.
Венчание короля Греции Георга I с великой княжной состоялось в Зимнем дворце в Санкт-Петербурге 15 октября 1867 года. После пяти дней празднеств они провели короткий медовый месяц в Ропше, к юго-западу от Санкт-Петербурга. За последующие двадцать лет у них родилось восемь детей:
- Константин (2 августа 1868 — 11 января 1923), который родился через десять месяцев после свадьбы своих родителей. Он женился на принцессе Софии Прусской и наследовал престол после своего отца;
- Георг (24 июня 1869 — 25 ноября 1957), верховный комиссар Крита с 1898 по 1906 год, женился на принцессе Марии Бонапарт;
- Александра (30 августа 1870 — 24 сентября 1891), вышла замуж за великого князя Павла Александровича, в браке родились дочь Мария и сын Дмитрий;
- Николай (22 января 1872 — 8 февраля 1938), женился на великой княгине Елене Владимировне;
- Мария (3 марта 1876 — 14 декабря 1940), была замужем за великим князем Георгием Михайловичем, а затем за Периклом Иоаннидисом;
- Ольга (7 апреля 1880 — 2 ноября 1880);
- Андрей (2 февраля 1882 — 3 декабря 1944), женился на принцессе Алисе Баттенберг;
- Христофор (10 августа 1888 — 21 января 1940), отец греческого принца Михаила[16].

Брак, укрепивший дипломатические отношения Греции и России и сблизивший два царствующих дома, — одна из удач российской дипломатии. Укрепление русских позиций в этом важном Средиземноморском регионе, тем более в преддверии угрозы военного конфликта с Турцией, было чрезвычайно важным.
Царь велел Ольге полюбить свою новую страну вдвое больше, чем свою, но она была плохо подготовлена к новой жизни. Она решила воспользоваться услугами гувернантки, чтобы продолжить образование. По прибытии в Пирей Ольга, к восторгу народа, надела бело-голубое платье ― национальные цвета Греции. По дороге в столицу народные волнения были так велики, что Ольга, не привыкшая к подобным демонстрациям, была готова броситься в слезы. Будучи не в состоянии говорить по-гречески и имея мало времени для отдыха, она посещала официальные мероприятия в течение нескольких дней. Позднее Ольга была найдена рыдающей под лестницей, обнимая своего плюшевого мишку через несколько дней после прибытия в королевство, когда её ожидали на официальном мероприятии. Менее чем за год она выучила греческий и английский. По совету своей матери она заинтересовалась археологией и историей Греции, чтобы получить поддержку от общества.
На протяжении всего своего брака Георгий I и Ольга жили дружно и много времени проводили со своими детьми, которые росли в теплой семейной атмосфере. Однако, с возрастом Георгий I спорил с сыновьями, а Ольга жаловалась на ссоры. Наедине друг с другом Ольга и Георгий I разговаривали по-немецки. Со своими детьми они говорили, в основном, по-английски. Князь Андрей отказывался говорить с родителями на каком-либо языке, кроме греческого.
Жизнь королевской семьи была относительно спокойной и замкнутой. Афинский двор был не так роскошен, как Петербургский, а дни в греческой столице были однообразны для членов царской семьи. Весной и зимой они проводили время в Королевском дворце в Афинах и дворце Татой у подножия горы Парнис. Лето они проводили, отдыхая в Экс-ле-Бене во Франции, навещая родственников в Санкт-Петербурге либо в Фреденсборге и Бернсторфе в Дании, а также отдыхая в Монрепо на Корфу.
Ольга продолжала скучать по России. Её комната была заставлена иконами с её родины, а в дворцовой часовне она пела славянские гимны со своими детьми. Она часто посещала русские корабли, пришвартованные в Пирее, и приглашала русских моряков в королевский дворец. Ольга была единственной женщиной в истории, носившей звание адмирала Императорского Русского флота. Она была удостоена чести в греческом флоте и владела кораблем, названным в её честь.

## Общественная работа
Королева занималась благотворительностью. По прибытии в Афины её непосредственные покровители включали приют Амалион, основанный предыдущей королевой-консортом Амалией Ольденбургской, и школу для девочек Арсакейон, расположенную на Университетском бульваре. При её личной поддержке и поддержке богатых инвесторов она построила приюты для неизлечимо больных и престарелых инвалидов, а также санаторий для больных чахоткой.
Она основала общество помощи бедным, детский сад для детей бедных и столовую в Пирее, которая одновременно служила кулинарной школой для девочек, а затем была расширена до ткацкой школы для девочек и пожилых женщин, испытывающих финансовые трудности. Ольга основала в Пирее, в котором находилась база российского флота, военно-морской госпиталь. Она также открыла медицинские курсы для женщин и сама посещала их. С начала Первой мировой войны приехала в Россию, работала в госпиталях, помогая раненым. От своего отца Ольга унаследовала любовь к русскому флоту, которую сохранила на всю жизнь.
Она построила русскую больницу в Пирее в память о своей дочери Александре, умершей в Москве в 1891 году. Хотя больница предназначалась в первую очередь для русских моряков, она была открыта для всех моряков, посещающих Грецию, с низкой платой за консультации в размере тридцати лепт и бесплатными лекарствами. Ольга также поддерживала создание и финансирование больниц во время конфликтов между Грецией и её соседями, включая Греко-турецкую войну 1897 года и Первую Балканскую войну (1912-13). За свою работу по оказанию помощи раненым Ольга и её невестка кронпринцесса София были награждены королевским Красным Крестом королевой Великобритании, Викторией в декабре 1897 года.
До приезда Ольги в Грецию отдельных тюрем для женщин и молодежи не существовало. Она сыграла важную роль в создании женской тюрьмы в столице и, при поддержке богатого филантропа Джорджа Авероффа, тюрьмы для несовершеннолетних преступников.
О ней все отзывались, как об очень доброй, приятной, дружелюбной женщине, которая ведёт себя очень гостеприимно и открыто.

Вскоре после поражения Греции в греко-турецкой войне 1897 года недовольные греки в 1898 году стреляли в мужа и дочь Ольги. Несмотря на неудавшееся покушение, Ольга настояла на продолжении своих боевых действий без военной охраны. Её сын Николай писал в своих мемуарах, что однажды он заговорил о важности общественного мнения, на что она ответила: 
Я предпочитаю, чтобы мной управлял благородный лев, а не четыреста крыс, как я .
 Хотя Ольга поддерживала русскую партию Греции, она не имела политического влияния на своего мужа и не стремилась к политическому влиянию в греческом парламенте.

## Вдовство

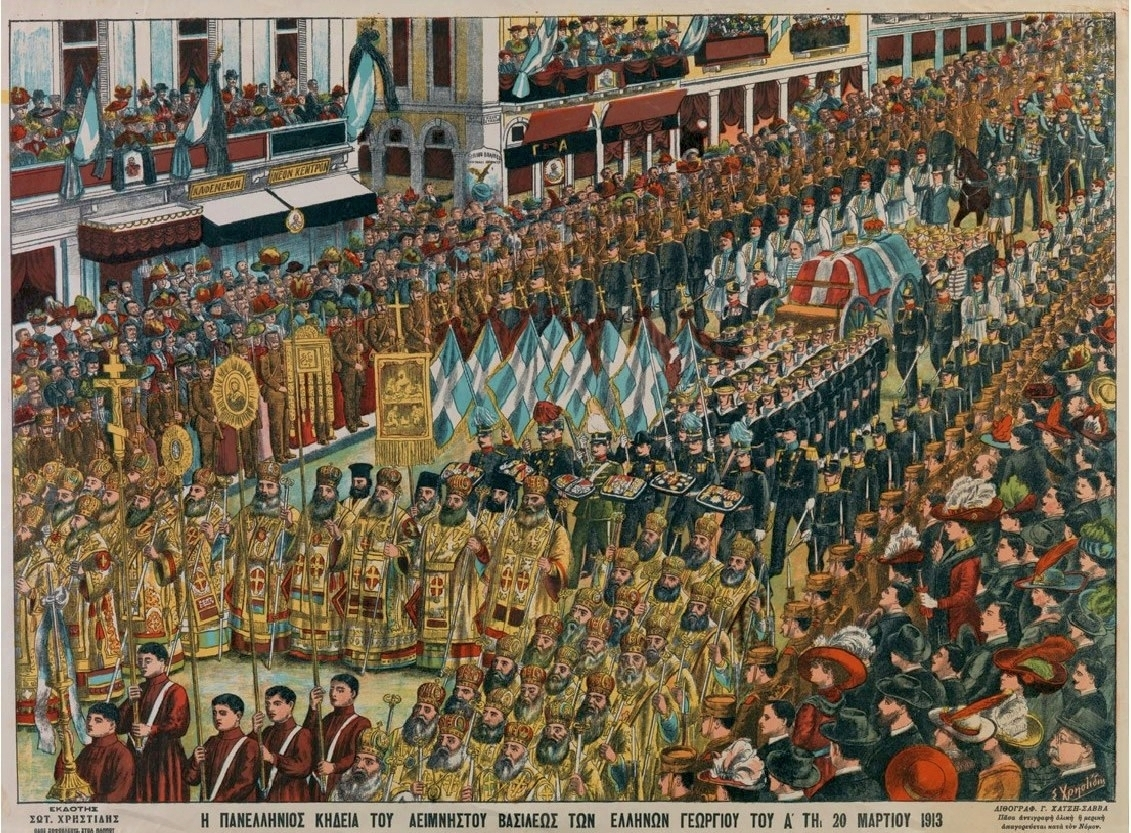
Похороны Георгия I, 1913 год

В 1913 году Первая Балканская война закончилась поражением Османской империи коалицией греческих, болгарских, сербских и черногорских войск. Греция была значительно расширена за счет Турции, но вскоре стали очевидны разногласия между победившими в Балканской лиге державами: Афины и София соперничали за обладание Салониками и их регионом. Чтобы утвердить греческий контроль над главным городом Македонии, Георгий I переехал в город вскоре после его освобождения. Так же, как и в Афинах, он ходил по Салоникам без какой-либо значимой охраны, и во время дневной прогулки возле Белой башни 18 марта 1913 года был застрелен Александросом Схинасом. Ольга, которая сказала, что смерть её мужа была волей Божьей, прибыла в Салоники на следующий день. Она и её семья посетили место убийства и сопровождали тело царя в Афины. Он был похоронен на королевском кладбище во дворце Татой.
Старший сын Георгия и Ольги, Константин, стал королем, а его жена, Софья Прусская, стала новой королевой-консортом. Ольге, как вдовствующей королеве, было предоставлено крыло в королевском дворце, но вскоре она вернулась в Россию, сначала поселившись в Стрельнинском дворце, затем — в Павловском.

## Первая мировая война

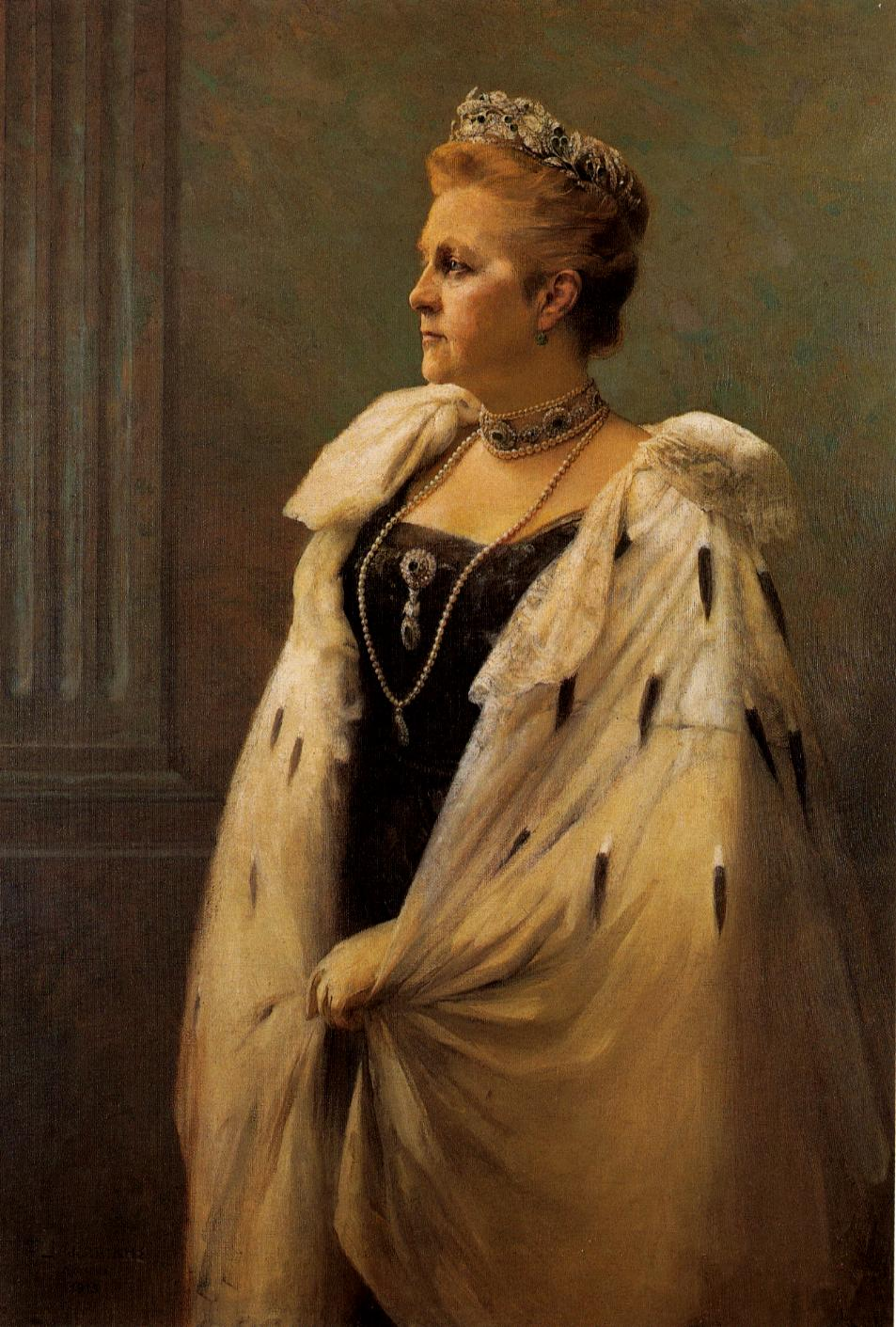
Портрет Ольги художника Георгиоса Яковидиса, 1915

В августе 1914 года Ольга находилась в России во время начала Первой мировой войны, в которой Союзные державы, или страны Согласия (Антанты), к которым относились (как основа этой коалиции) Россия, Великобритания и Франция, воевали против Центральных держав, или стран Четверного блока (союза), а именно - против альянса Германии, Австро-Венгрии, Болгарии и Османской империи. Она решила остаться в Санкт-Петербурге и основать военный госпиталь для поддержки русских военных.
Ольга создала при Павловском дворце клинику, где ухаживала за ранеными солдатами вместе со своей невесткой, великой княгиней Елизаветой Маврикиевной. Другие члены императорской семьи, такие как княгиня Елена и внучка Ольги великая княгиня Мария Павловна, основали полевые госпитали на фронте. По мере того как война продолжалась, Ольга осознала растущий кризис в России и попыталась предупредить царицу Александру в 1916 году об опасности революции, но русская императрица не хотела слушать её. Через несколько недель Ольга вызвала ярость царицы, подписав прошение о помиловании своего внука, великого князя Дмитрия Павловича, сосланного на персидский фронт за участие в убийстве Григория Распутина.
В отличие от Ольги, её старший сын, король Греции Константин I, был полон решимости придерживаться политики нейтралитета. Его родственники по материнской линии были русскими, а жена ― сестрой кайзера Вильгельма II. Его политика привела его к конфликту с премьер-министром Элефтериосом Венизелосом, который поддерживал союзников. Константина вскоре обвинили в германофильстве, и афинское правительство в Лондоне и Париже отнеслось к нему с подозрением. Венизелос создал параллельное правительство в Салониках в противовес Константину.
После крушения царского режима в феврале 1917 года невестка Ольги вместе с семьей покинула Павловск, а Ольга осталась со служанкой Анной Егоровой. Через несколько дней после Октябрьской революции большевики вторглись во дворец и разграбили его. Она переехала к своему брату Дмитрию, который жил в Петрограде в своём доме на Песочной набережной.
Несмотря на трагические события, Ольга Константиновна не хотела уезжать из России. Но узнав о болезни сына, греческого короля Константина, к тому времени уже лишённого престола и высланного в Швейцарию, смирилась с необходимостью покинуть Россию. Однако большевики отказались отпустить её, а дипломатическая помощь из Греции не последовала из-за Национального раскола. Поскольку союзники не хотели создавать греческую республику или видеть наследного принца Георга преемником своего отца, Константин был заменен на троне своим вторым сыном Александром, который считался более благоприятным для союзников и более податливым, чем его старший брат. 

## Первое изгнание

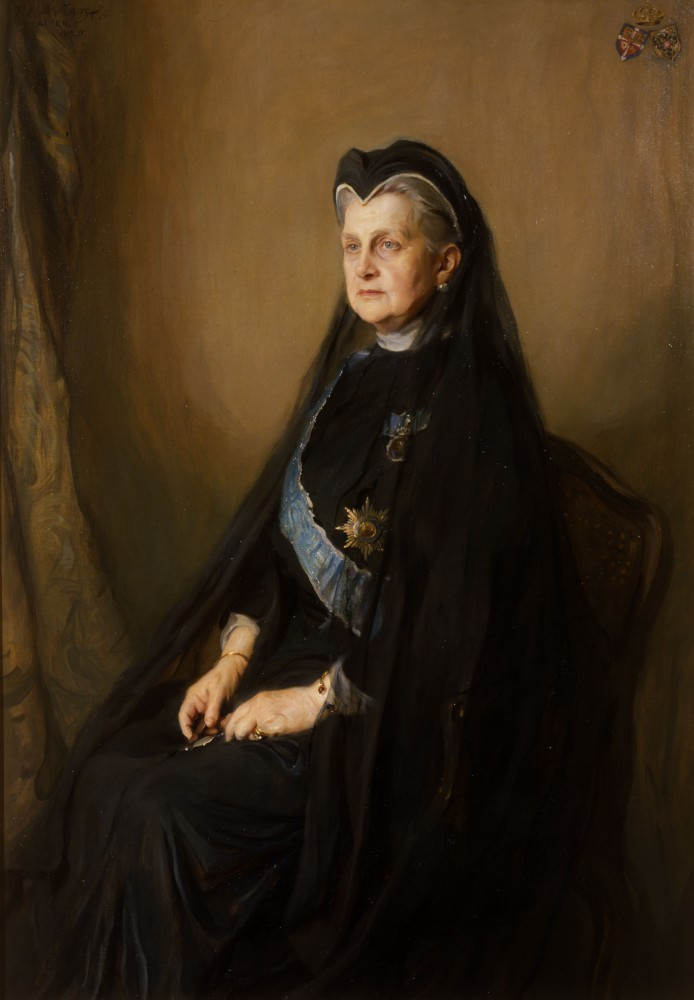
Королева Ольга в зрелом возрасте, портрет Филипа Де Ласло

После нескольких месяцев просьб о помощи датское посольство в России выдало Ольге паспорт, которым она воспользовалась для въезда в Германию накануне её поражения, в конце концов присоединившись к своему старшему сыну и его семье в Швейцарии в начале 1919 года. В Швейцарии Константин I и его семья оказались в изоляции и без средств к существованию. Греческое правительство во главе с Венизелосом не выплачивало пенсий бывшим правителям и запрещало любые контакты между изгнанниками и царем Александром. И без того слабый здоровьем, бывший король постепенно впадал в депрессию. Русская революция и Национальный раскол лишили Ольгу её недвижимого имущества, и она была вынуждена вести менее роскошный образ жизни, чем раньше. Однако, ей нравилось проводить больше времени со своими сыновьями и внуками, с которыми она была долгое время разлучена войной.

## Регентство
2 октября 1920 года король Александр был укушен обезьяной во время прогулки по садам в Татой. Произошло заражение раны, и у Александра развился сепсис. 19 октября он начал бредить и звал свою мать, но греческое правительство отказалось позволить королеве Софии вернуться в Грецию. Беспокоясь о своем сыне Софья попросила Ольгу поехать в Афины, чтобы ухаживать за ним. После нескольких дней переговоров вдовствующая королева получила разрешение вернуться в Грецию. Но по причине бури на море, она прибыла через двенадцать часов после смерти своего внука 25 октября; 29 октября Александр был похоронен в Татой, Ольга была единственным членом царской семьи на похоронах.
Все ещё противясь возвращению Константина I и наследного принца Георга, правительство Элефтериоса Венизелоса предложило трон третьему сыну Константина, принцу Павлу, который отказался взойти на престол раньше своего отца и старшего брата, если референдум не назначит его главой государства. Однако, всего через несколько дней после смерти Александра, Венизелос потерпел поражение на всеобщих выборах. 17 ноября адмирал Павлос Кунтуриотис, регент после смерти Александра, ушёл в отставку, и новый премьер-министр Димитриос Раллис попросил Ольгу принять регентство. Она служила регентом около месяца, пока её сын Константин не вернулся на престол 19 декабря после референдума в его пользу.

## Второе изгнание и смерть

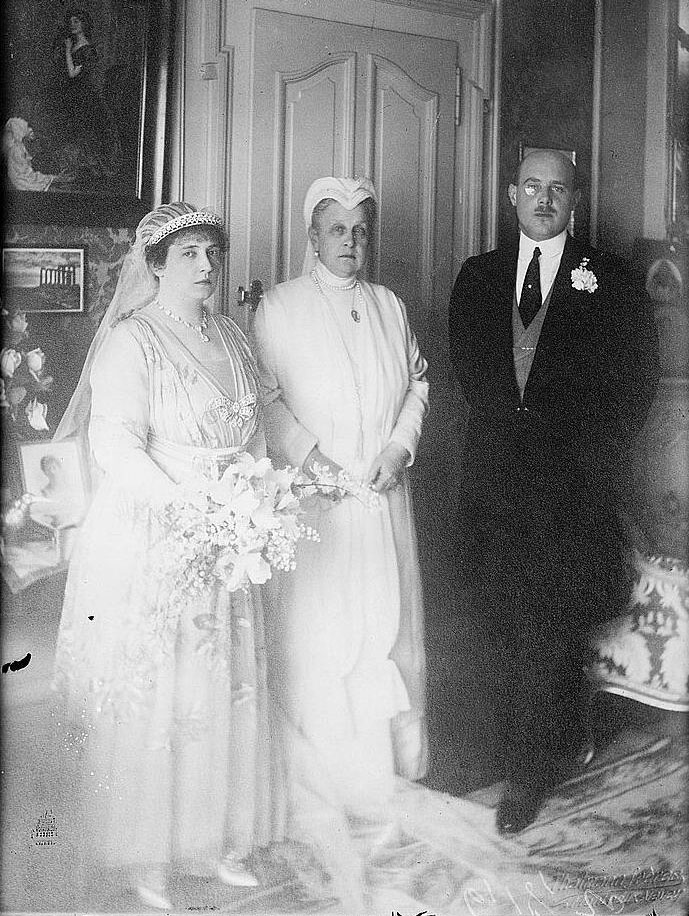
Ольга (в центре) с сыном Христофором и его первой женой принцессой Анастасией

Константин I вернулся на престол через 18 месяцев после начала греко-турецкой войны, начавшейся в мае 1919 года. В сентябре 1921 года поражение греков в битве при Сакарье положило начало отступлению греков из Анатолии. Недовольство союзников политикой Константина во время Первой мировой войны помешало Афинам получить поддержку извне. Мустафа Кемаль Ататюрк, новый лидер Турции, вернул себе Смирну и Восточную Фракию, аннексированные Афинами в конце Первой мировой войны.
После Восстания 11 сентября 1922 года Константин I отрекся от престола во второй раз 27 сентября 1922 года. Вместе с несколькими другими членами своей семьи, включая королеву Ольгу, он отправился в изгнание в Италию, и его старший сын на несколько месяцев сменил его на троне как Георга II. Один из сыновей Ольги, князь Андрей, был среди арестованных новым режимом. Многие подсудимые по делу о государственной измене, последовавшему за переворотом, были расстреляны, в том числе высокопоставленные политики и генералы.
Иностранные дипломаты предполагали, что князь Андрей также находится в смертельной опасности. Георг V из Великобритании, Альфонсо XIII из Испании, французский президент Раймон Пуанкаре и папа Пий XI направили представителей в Афины, чтобы ходатайствовать за него. Андрея пощадили, но он был изгнан на всю жизнь, а его семья, включая малолетнего принца Филиппа, впоследствии герцога Эдинбургского и супруга королевы Елизаветы II, бежала в изгнание в декабре 1922 года на борту британского крейсера HMS Calypso.
В отличие от своих детей и внуков, Ольга получала пенсию от правительства Второй Греческой Республики, но при этом она содержала своих верных слуг, которые бежали с ней из Греции, вследствие чего ей обычно оставалось не более 20 фунтов стерлингов в месяц, чтобы покрыть свои собственные расходы. Однако, она могла рассчитывать на поддержку своей семьи, которая проживала в разных частях Западной Европы. В Великобритании она проводила время в Спенсер-хаусе в Лондоне, в резиденции её младшего сына, принца Христофора, Риджентс-парке, где её дочь, великая княгиня Мария, арендовала особняк, Сандрингемском дворце, доме её невестки, королевы Александры и Виндзорском замке и Букингемском дворце, где её племянник, король Георг V, сдавал квартиры.
Последние годы жизни Ольга болела. Хромота приковала её к инвалидному креслу. Она несколько раз останавливалась в Париже, чтобы пройти курс лечения глаз. Её зрение настолько ухудшилось, что она приняла статую обнаженной леди Годивы за статую королевы Виктории, чем рассмешила Георга V. Все более зависимая, Ольга, наконец, поселилась со своим младшим сыном, принцем Христофором, вскоре после смерти его первой жены, принцессы Анастасии, в 1923 году.

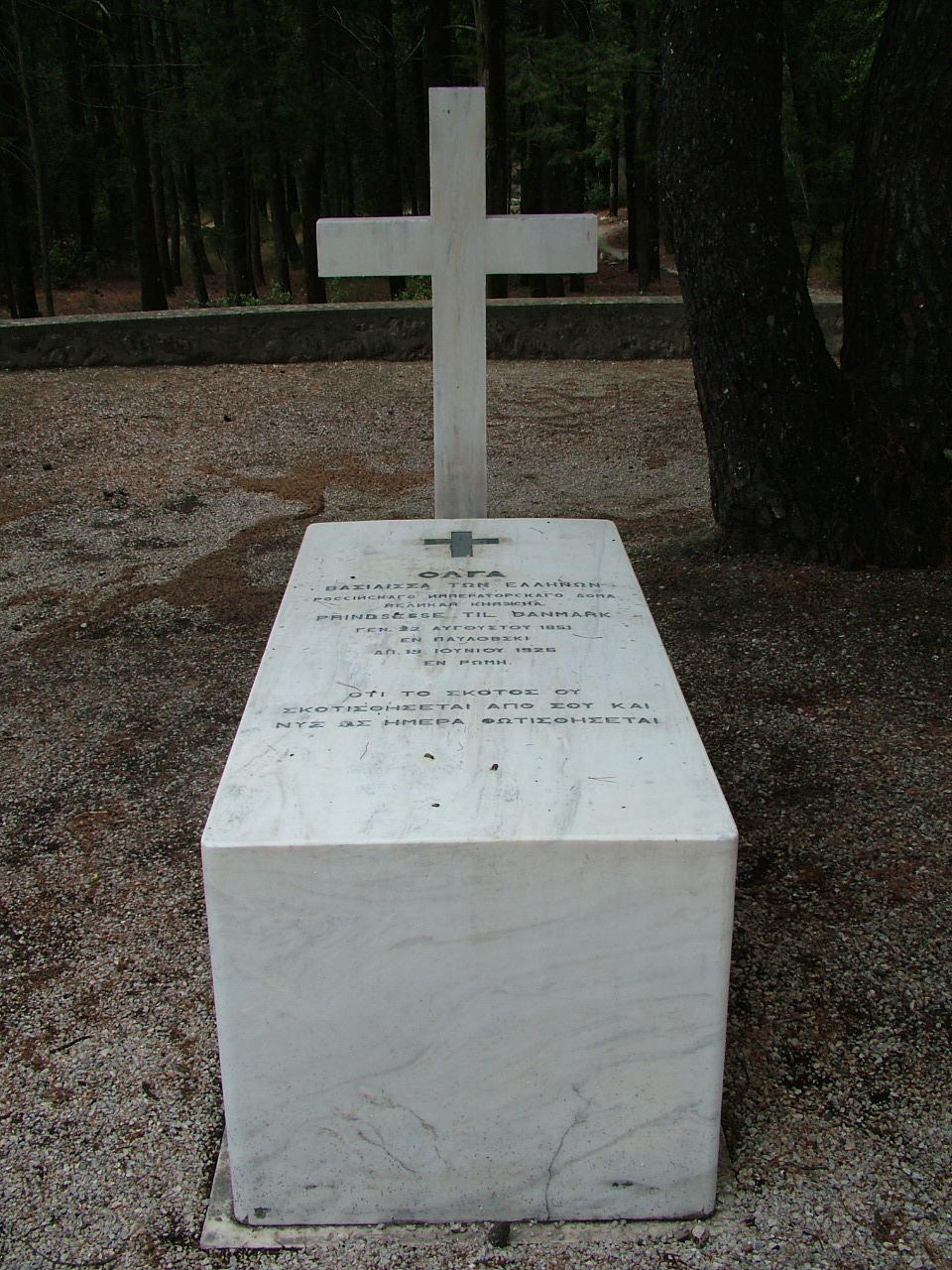
Могила Ольги в Татой

Ольга скончалась в 1926 году. Первоначально тело было захоронено в крипте православной церкви Рождества Христова и Николая Чудотворца во Флоренции (Греческий Королевский Дом использовал одно из помещений крипты в качестве усыпальницы для монархов-изгнанников). В 1936 году, после восстановления монархии в Греции, состоялось перезахоронение останков королевы Ольги на кладбище в Татое — усадьбе греческих королей в окрестностях Афин.
Большая часть её имущества была конфискована Советским Союзом и греческим республиканским правительством. Это были ювелирные изделия, которые, как сообщалось в газете The Times, стоили 100 000 фунтов стерлингов. Они были поделены между её детьми и детьми Константина I. Травмированная событиями Русской революции, Ольга хотела разорвать все связи со страной, в которой была убита её семья. Перед смертью она заставила своего внука, короля Георга II, поклясться репатриировать прах её дочери принцессы Александры, похороненной в Петропавловском соборе в Санкт-Петербурге. Её желание исполнилось в 1940 году после его восстановления на греческом престоле.